# Atheta latifemorata
Atheta latifemorata är en skalbaggsart som beskrevs av Lars Zakarias Brundin 1940. Atheta latifemorata ingår i släktet Atheta, och familjen kortvingar. Arten är reproducerande i Sverige.